# Glypta wisconsinensis
Glypta wisconsinensis är en stekelart som beskrevs av Dasch 1988. Glypta wisconsinensis ingår i släktet Glypta och familjen brokparasitsteklar. Inga underarter finns listade i Catalogue of Life.